# Gabú
Gabú è una città della Guinea-Bissau,  capoluogo del settore e della regione omonima. È città di comunicazione con il Senegal e con la Guinea.

## Storia
In epoca precoloniale fu capitale del Regno di Gabú, parte dell'Impero del Mali. Fino al 1974 era conosciuta con il nome di Nova Lamego.
Nel censimento del 1979 la città aveva 7.803 abitanti. Secondo una stima del 2005 la popolazione è di 14.430 abitanti.

## Cultura
La città è conosciuta per la predominanza dell'etnia fulana e per la predominanza della religione musulmana.